# Братство живописцев
Братство живописцев (нидерл. Confrerie Pictura) — объединение, основанное в 1656 году в Гааге (Нидерланды) местными художниками, которые были недовольны строгим уставом и правилами приёма в Гильдию Святого Луки.

## История
Гильдия Святого Луки существовала в Гааге с XV века. Как и в большинстве крупных голландских городов, она, будучи устроенной по образцу средневековых ремесленных гильдий, обслуживала не только живописцев, но также гравёров, скульпторов, живописцев по стеклу и фаянсу, ювелиров и златокузнецов, мебельщиков, переплётчиков, мастеров-печатников и книготорговцев.
В те времена гильдии были представлены в церквях собственными капеллами и алтарями с изображениями своих небесных покровителей, прежде всего Святого Луки как первого живописца, и обеспечивали доход отцам церкви за счёт членских взносов и пожертвований. Мастера, не являющиеся членами гильдий, не имели права набирать учеников, открывать мастерские и бесконтрольно продавать свои произведения на рынке.
После протестантской Реформации всё изменилось, и церкви больше не были частью жизни гильдии. С исчезновением алтарных образов, которые традиционно были публичной вывеской для художников, возникла необходимость в новом месте для заключения договоров и торговых сделок. Кроме того, с притоком художников из городов Южных Нидерландов, таких как Антверпен, отцы гильдии почувствовали, что необходимы защитные меры. Новая хартия гильдии Святого Луки была призвана их обеспечить. Тогда сорок восемь отвергнутых гильдией недовольных художников основали сoбственное братство (нидерл. Konstgenootschap, Konsraterniteit), которое возглавил живописец-портретист из Гааги Адриан Ханнеман.
Среди основателей братства были Виллем Дудейнс (1630—1697), Якоб ван дер Дус (1623—1673), Ян де Биcхоп (1628—1671), Теодор ван дер Схейр, Дирк ван дер Лиссе, Даниэль Мейтенс Младший, Иоаннес Мейтенс, Виллем ван Дист, Адриан ван де Венне, Роберт Дюваль, Йорис ван дер Хаген и Августин Тервестен.
В 1682 году несколько членов Братства — Виллем Дудейнс, Даниэль Мейтенс Младший, Августин Тервестен, Теодор ван дер Схейр и Роберт Дюваль — основали новую художественную школу под названием «Гаагская академия рисования» (Haagsche Teeken-Academie). Она заняла одну из комнат в здании Koorenhuis. Академия оказалась успешной, и позже она была преобразована в Королевскую академию искусств в Гааге, которая существует по настоящее время.
Оригинальное здание также всё ещё существует (хотя и повреждено во время Второй мировой войны) на Prinsessegracht 4 в Гааге.
Братство просуществовало до 1849 года (взносы для большинства членов оказались слишком дорогими, возникли и организационные трудности). Вновь основанное в 1847 году художественное общество Pulchri Studio оказалось более современной альтернативой.